# Michail Poentov
Michail Aleksandrovitsj Poentov (Russisch: Михаил Александрович Пунтов) (Voronezj, 23 december 1995) is een Russische zanger. 

## Biografie
Poentov nam in 2008 voor Rusland deel aan het Junior Eurovisiesongfestival. Hij mocht met zijn liedje Spit angel (Nederlands: slapende engel) deelnemen aan de Europese finale. In Limasol werd de toen twaalfjarige Michail uiteindelijk zevende op 15 deelnemers, met 73 punten. Toentertijd was hij ook lid van de groep Volsjebniki dvora, net als Vlad Kroetskich die in 2005 voor Rusland meedeed aan het Junior Eurovisiesongfestival. Tevens zaten er in het achtergrondkoor van zijn Junior Eurovisiesongfestivalact nog twee leden van Volsjebniki dvora: Vsevolod Terasov (die ook meeschreef aan Spit angel) en Andrej Raspopov. 
Sinds 2010 vormen Kroetskich, Terasov (tot 2014), Raspopov en Poentov de boyband Geroi. 
2005: Vlad Kroetskich · 
2006: The Tolmachevy Twins · 
2007: Aleksandra Golovtsjenko · 
2008: Michail Poentov · 
2009: Jekaterina Rjabova · 
2010: Sasja Lazin & Liza Drozd · 
2011: Jekaterina Rjabova · 
2012: Lerika · 
2013: Dajana Kirillova · 
2014: Alisa Kozjikina · 
2015: Michail Smirnov · 
2016: Water of Life Project · 
2017: Polina Bogoesevitsj · 
2018: Anna Filiptsjoek · 
2019: Tatiana & Denberel · 
2020: Sofia Feskova · 
2021: Tanja Mezjentseva